# 四季社
四季社（しきしゃ）は、かつて存在した日本の出版社。2013年8月30日に東京地裁へ自己破産を申請した。申請時の会社情報は、資本金9,950万円、代表取締役社長に筒井義宏、従業員13名、本社所在地は東京都豊島区西池袋五丁目26番16号。
1933年から存在した出版社「四季社」（詩の同人雑誌『四季』を堀辰雄の編集で刊行した）とは別会社。　

## 沿革
1988年7月、筒井義宏により有限会社筒井企画事務所として創業。1997年に株式会社化し、社名を株式会社四季社と改める。株主・社外取締役に日本の有力寺院の住職多数が就任。
創業当初より寺院向け直販書籍に強みを持つ出版社である。1999年以降、取次ルートを通した書店向けの書籍も刊行。2012年に中西進著作集（全36巻）を完結した。その業績が中西に文化勲章受章をもたらし、ひいては元号選定に繋がった。書籍のほかに、DVD制作販売、寺院向けのパソコンソフトなども扱った。

### 破産申請
2013年8月30日に東京地方裁判所へ自己破産を申請。同年9月4日に同裁判所より破産手続き開始決定を受ける。負債は約4億円。
2007年12月期には約4億8,500万円を計上していた年売上高が、2012年12月期には約1億8,100万円と大幅に減少。売り上げ減少の理由として、書籍関連の取扱が減退しているなか、2011年3月の東日本大震災により被災地域の寺院を中心に書籍購入を控えたことの影響と、在庫負担軽減のため新商品を抑制したことなどと考えられている。
株式会社四季社が保有していた在庫について、書籍・経本など大半の出版物は東京都練馬区石神井町に本社を置く有限会社仏教出版が四季社管財人より買取り販売している。
CD、DVDは、音源、映像の著作権及び販売権を京都に所在する市原栄光堂が四季社管財人より買取り、販売を行っている。